# Municipio de Rock (condado de Lyon)
Rock Township es una subdivisión territorial del condado de Lyon, Iowa, Estados Unidos. Según el censo de 2020, tiene una población de 2711 habitantes.
Es una subdivisión exclusivamente geográfica, por cuanto el estado de Iowa no utiliza la herramienta de los townships como municipios. 

## Geografía
Está ubicada en las coordenadas 43°22′46″N 96°9′37″O / 43.37944, -96.16028. Según la Oficina del Censo, tiene una superficie total de 92.17 km², de los cuales 92.15 km² corresponden a tierra firme y 0.02 km² están cubiertos de agua.

## Demografía
Según el censo de 2020, en ese momento había 2711 personas residiendo en la zona. La densidad de población era de 29.42 hab./km². El 94.4 % de los habitantes eran blancos, el 0.5 % eran afroamericanos, el 0.4 % eran amerindios, el 0.2 % eran asiáticos, el 1.5 % eran de otras razas y el 2.0 % eran de una mezcla de razas. Del total de la población, el 3.2 % eran hispanos o latinos de cualquier raza.